# Пуркерець
Пуркерець, Пуркереці (рум. Purcăreți) — село у повіті Алба в Румунії. Входить до складу комуни Піану.
Село розташоване на відстані 256 км на північний захід від Бухареста, 28 км на південь від Алба-Юлії, 105 км на південь від Клуж-Напоки.

## Населення
За даними перепису населення 2002 року у селі проживали 333 особи, усі — румуни. Рідною мовою 332 особи (99,7%) назвали румунську.